# برعشيت
برعشيت هي إحدى القرى الكبيرة اللبنانية من قرى قضاء بنت جبيل في محافظة النبطية.
تقع البلدة في الجنوب اللبناني وهي تتبع إدارياً لمحافظة النبطية / قضاء بنت جبيل / وهي تتوسط بلدات: شقراء، صفد، تبنين، بيت ياحون، كونين، عيترون.
يوجد في البلدة بعض الأثار القديمة ، اجران صخرية ومدافن قديمة (مغارة راشد) ، وكذلـــــك يوجد بعض الأبنية والأقبية القديمة (المسجد، الكنيسة) والعيون و الينابيع المائية والبرك.
يوجد في البلدة 5 مساجد وكنيسة واحدة. تحتوى القرية على العديد من الدكاكين و بعض المطاعم بالإضافة إلى نادٍ صحي تابع للبلدية و ملعب ميني فوتبول. تحتوي البلدة أيضاً على مستوصفين، مكتبة عامة، ومدرسة رسمية واحدة، بالإضافة إلى مركز للدفاع مدني (طوارئ) و فوج إطفاء برعشيت.
♦ التسمية
توجد عدة روايات و نظريات حول اصل اسم البلدة، لكن النظرية السائدة تقول أن البلدة كانت تسمى قديماً ( مرعى شيت ) نسبة إلى النبي شيث ابن آدم (ع) حيث كان يرعى المواشي في ارض البلدة ، ثم تطور الأسم لاحقاً إلى (برعشيت). ويقال أن إسمها يرجع لأصل سرياني أو فينيقي هو «بترا شيتا» يعني نسل شيث أو أبناء شيث.
♦ عدد السكان
عدد السكان حولي 10.000 نسمه (مسلمين ومسيحيين)، منهم 2500 نسمه مقيمين بشكل دائم ، ويرتفع العدد إلى حوالي 4500 نسمه صيفاً ، اما الباقين فهم موزعين في المناطق اللبنانية ومهاجرين إلى مختلف منـاطق العالم وخاصة ( أمريكا وأستراليا وألمانيا وسويسرا وبعض دول الخليج مثل الإمارات والسعودية والكويت)
♦ الموقع
تبعد برعشيت 112 كلم (69.5968 مي) عن العاصمة بيروت وتبعد عن مركز المحافظة، النبطية 33 كلم و تبعد عن مركز القضاء، بنت جبيل 13 كلم.
ترتفع البلدة 750م والتلة (بلعويل) حوالي 850م عن سطح البحر وتمتد على مساحة 631 هكتاراً (6.31 كلم²- 2.43566 مي²).
♦ عائلات بلدة برعشيت:
- فرحات
- شهاب
- عبيد
- زين
- مزهر
- حمود
- شمّوط
- ظاهر
- حمد
- بعلبكي
- جغبير
- الهادي
- إسماعيل
- الحسيني
- عودة
- حناوي
- وارداني
- عبد النبي
- خليل
- حيدر
- شرارة
- سلامة أو سلامي
- عاشور
- رمضان
- ياسين
- يعقوب
- باسيلا
- أيوب
- متري
- جدعون
- أبوسمرا
- روماني
- مشّي
- بدير
- كعور
- جابر